# Bob Banks
Bob Banks (Nueva Gales del Sur, Australia; 15 de junio de 1930 - 10 de julio de 2024) fue un jugador de rugby australiano que jugó en las posiciones de 5/8 y centro.

## Carrera

### Club
| Periodo | Club                                 |
| ------- | ------------------------------------ |
| 1950    | Easts (Sydney)                       |
| 1951    | Charters Towers Rugby                |
| 1952–58 | Newtown (Toowoomba)                  |
| 1955    | → Waratah Mayfield Cheetahs (cedido) |
| 1956–57 | → Rockhampton (cedido)               |
| 1959–60 | Cunnamulla                           |
| 1961–62 | Cairns                               |
| 1963–63 | Tully                                |

### Selección nacional
Banks jugó para Australia en 15 ocasiones de 1953 a 1962, con quienes anotó dos tries, un gol de campo y ocho puntos; jugó en cuatro ediciones en la serie Ashes. y en la primera edición de la Copa del Mundo de Rugby League en 1954.

## Distinciones
- Medalla Deportiva Australiana en 2000 por sus logros en el rugby.[3]
- El elegido como five-eighth en el equipo del siglo de Toowoomba and South West.[4]